# 大窩口站
大窩口站（英語：Tai Wo Hau Station）是一個位於香港新界荃灣區大窩口國瑞路與青山公路－葵涌段之間的國瑞路公園地底，屬於港鐵荃灣綫的鐵路車站，亦是前地鐵系統中首個建設於新界區的地底車站，車站於1982年5月10日啟用。

## 車站結構

### 樓層
| U1                | 行人天橋 | B出口升降機 |   |  |
| G                 | 地面     | A、B出口 |   |  |
| L1                | 大堂     | 客務中心、商店、自助服務、免費Wi-Fi熱點                                                                                 |   |  |
| L2                | 月台     | \| \| \| 荃灣綫往中環（葵興） \| 2 \| \| \| 島式 · 開右邊车门 \| \| \| \| \| \| \| 1 \| 荃灣綫往荃灣（終點站） \| \| \| |   |  |
|                   |          | 荃灣綫往中環（葵興） | 2 |  |
| 島式 · 開右邊车门 |          | |   |  |
|                   | 1        | 荃灣綫往荃灣（終點站）                                                                                                  |   |  |

### 大堂
目前大窩口站大堂內設有少量商店，同時亦設有各種自助服務設施以及香港郵政郵箱。

大堂全景圖（2019年3月）

- 車站大堂（2023年5月）
- 車站商店（2023年5月）

### 月台
車站設有一座島式月台，兩個月台均已裝設月台幕門。而車站只設有2條連接大堂及月台的扶手電梯，是港鐵系統中設有最少扶手電梯的車站之一。另外，大窩口站與葵興站之間並設有一條渡綫。
- 1、2號月台（2023年5月）

### 出入口
大窩口站現時設有兩個出入口（A、B出口），另外港鐵正在興建C出口，連接國瑞路公園，預計於2028年啟用。
|                     |                  | |      |
| 編號                | 指示             | 建議前往的目的地 | 圖片 |
| 出口 · A            | 國瑞路           | 國瑞路、鹹田村、河背村、海壩新村、關門口村、縉庭山、楊屋村 |      |
| 出口 · B · 盲道标志 | 青山公路－葵涌段 | 青山公路、香港荃灣帝盛酒店、悅來酒店／悅來坊、香港考評局荃灣評核中心、城門谷公園／運動場／游泳池、蕙荃體育館、大窩口社區中心、新界南區交通總部、明愛服務中心、仁濟醫院、大窩口邨、葵涌邨、葵賢苑、葵蓉苑、寶血會思源學校、佛教林炳炎紀念中學 |      |
| 出口 · 升降机标志   | 青山公路（G層）  | 青山公路（G層） |      |
| 出口 · 升降机标志   | 行人天橋（U1層） | |      |
| 註： 設有 \| 設有   |                  | |      |

## 利用狀況
由於荃灣綫興建時，為減低對鄰近三棟屋村地基的影響，導致荃灣站位置向東北遷移，引致乘客均流向該站乘車，因此大窩口站是港鐵較少人使用的車站之一。
車站鄰近並無任何公共運輸交匯處，鄰近青山公路途經巴士及小巴多逾數十條路線，加上設施配套不足，啟用以來卻只有2個出入口，如石圍角邨與悅來酒店等人流均流向荃灣站乘車（悅來酒店及悅來坊商場設有行人天橋橫跨青山公路，市民可直接途經行人天橋前往荃灣站），雖然大窩口邨與其附近私人屋苑、城門谷康樂設施以及連接葵涌邨的升降機相繼落成而逐漸增加客流量，但車站位置偏遠仍是使用率偏低的最大因素。

## 歷史

地底集體運輸系統路綫圖1967年建議方案。車站曾選址沙咀道地底。

### 選址
1967年，顧問公司Freeman, Fox, and Partners於研究報告中提及曾建議荃灣站及大窩口站設於沙咀道地底。但因後來荃灣車廠決定於青山公路－荃灣段以北興建而將走綫北移，兩站的位置因而改為現時位置。

### 啟用
大窩口站於1982年5月10日隨著荃灣綫首段工程通車而啟用，而車站由日本青木建設及飛島建設聯營公司負責興建。車站原本在荃灣綫計劃初期，大窩口站主要服務三棟屋村至大窩口邨一帶居民，後因於1979年動工之荃灣綫定線影響三棟屋村大部分地基，政府將舊有的三棟屋搬遷，並成為現時由康樂及文化事務署管理的三棟屋博物館。

### 車站所屬行政區
根據十八區區議會區域劃分，大窩口站行政上屬於荃灣區，德士古道至昌榮路一段的青山公路－葵涌段是荃灣區及葵青區的分界線，車站建於青山公路以北，故屬於荃灣區。然而，站名由來的大窩口邨則位於葵青區。

### 月台吊板
有別於一般前地鐵的地底車站，初期大窩口站月台頂部的乘車資訊是以綠底白字顯示，與此站色系一致，跟其他地底車站的白底黑字不同，直至1990年代前地鐵為所有地底車站月台更換為附有路綫色條的白底黑字吊板為止。該吊板已在2004年安裝月台幕門時被拆除。

### 加建站外升降機及扶手電梯
2006年，前地鐵與路政署合作增設接駁大窩口站與站外行人天橋的首個「一梯兩用」升降機，乘客可以乘搭升降機直接往返行人天橋、地面及大窩口站大堂，升降機已於2009年初投入服務，但礙於空間所限，每次只乘載不足十人，故車站須時常作出廣播提醒乘客須予有需要人士優先使用，故亦有大部分乘客寧捨等候而步行樓梯往返大窩口邨一帶。
而有大窩口邨的區議員早於2004年開始多次要求加建扶手電梯連接車站及行人天橋，但鑑於未能達成共識屢遇阻滯，而時任區議員黃炳權甚至批評政府及港鐵多次拖延。然而經過多年爭取後，路政署於2017年12月向葵青區議會提交文件，建議於B出口旁的行人天橋加設雙向扶手電梯。直到2020年7月10日，於上述位置加設扶手電梯獲得立法會通過，而工程於同年第三季展開，最初預計於2022年第四季啟用，及後順延至2023年第二季落成。

### 更換站內升降機
連接大堂及月台升降機曾於2017年1月13日起暫停使用，以更換為較新型號，並於2018年1月重投服務。

### 反修例事件
- 2019年11月10日，有反修例示威者於大窩口站破壞車站閘機、售票機、增值機及八達通閱讀器[18]。

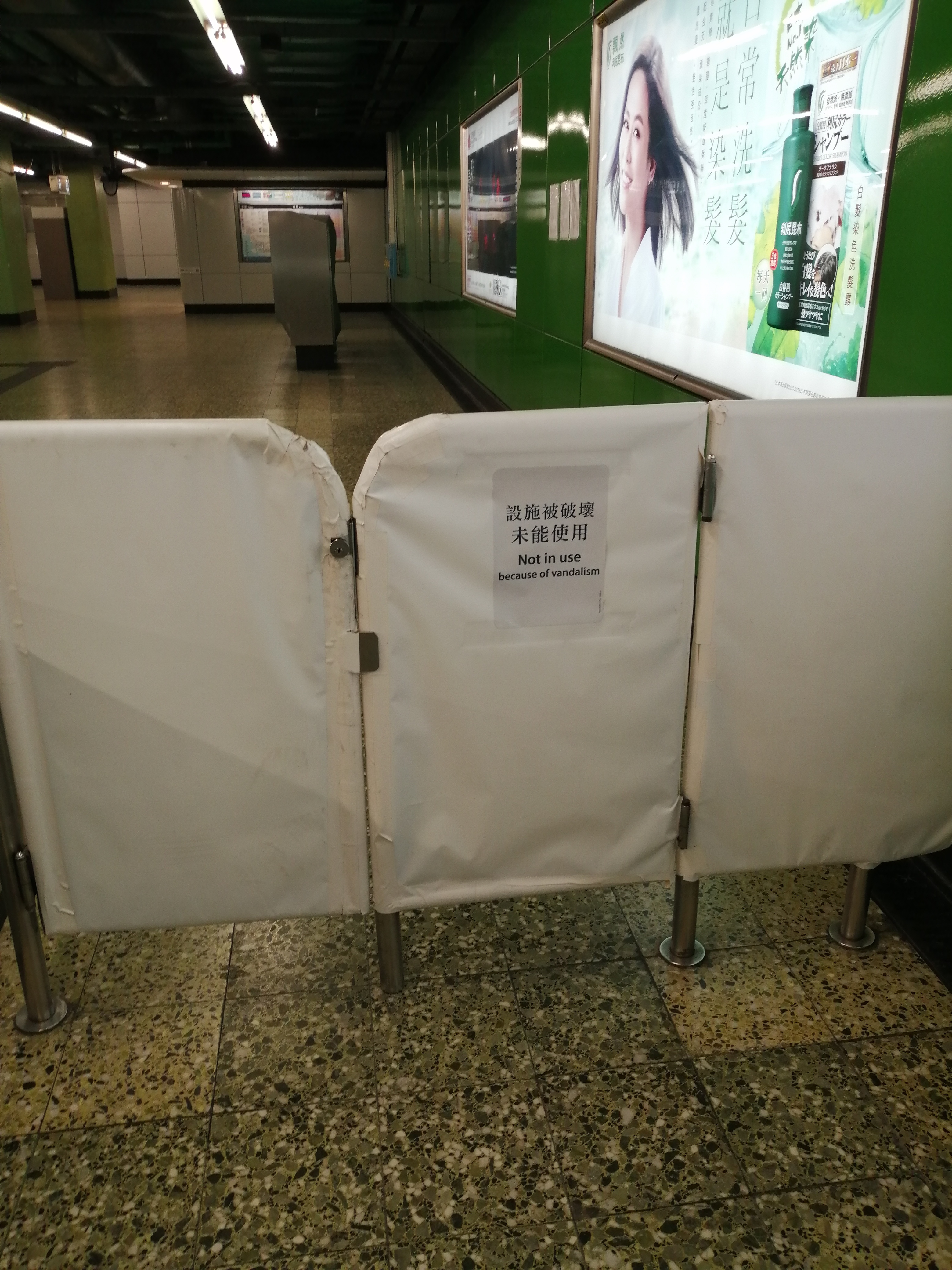
大窩口站遭到破壞的玻璃欄杆
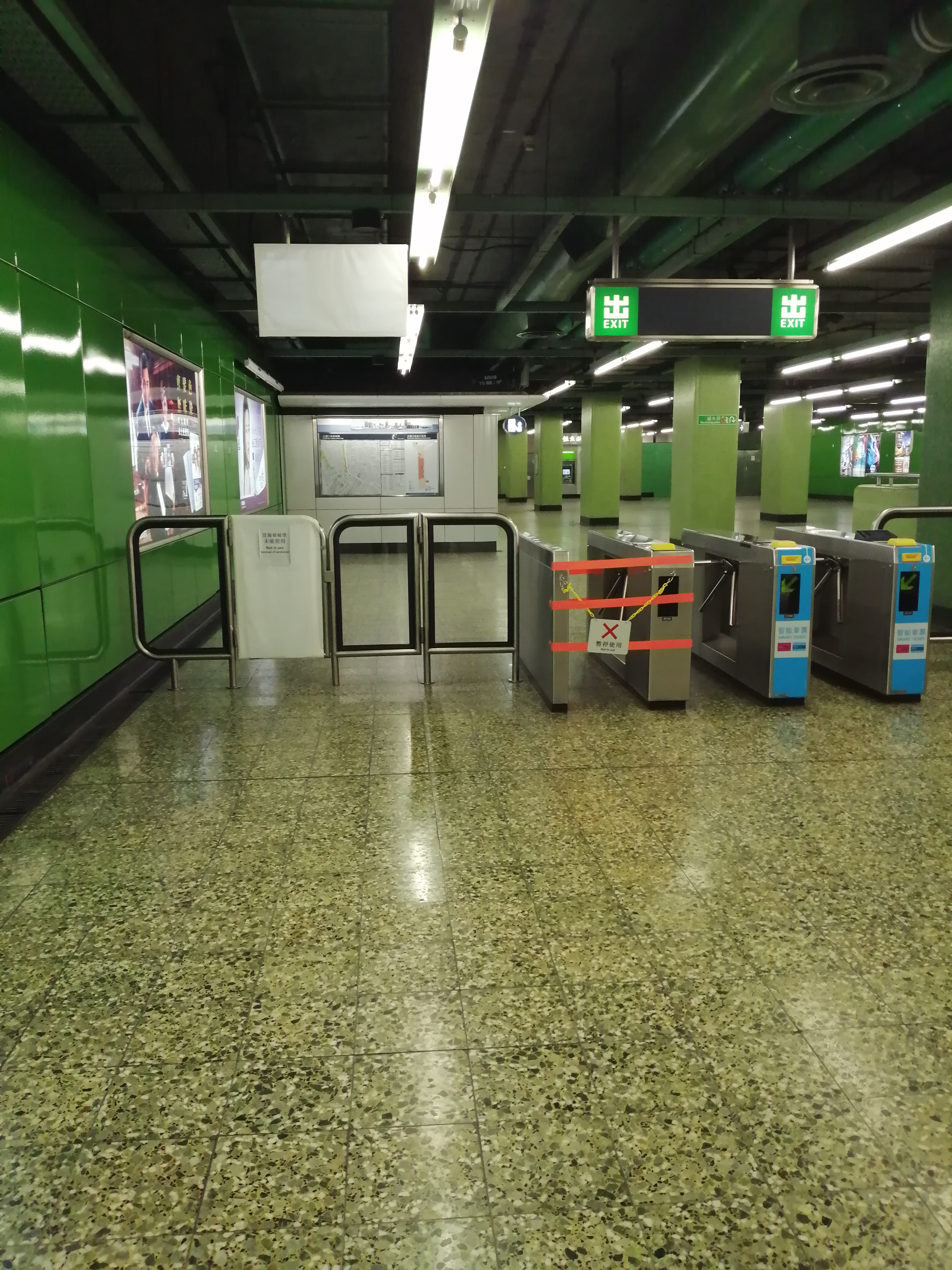
大窩口站遭到破壞的閘機
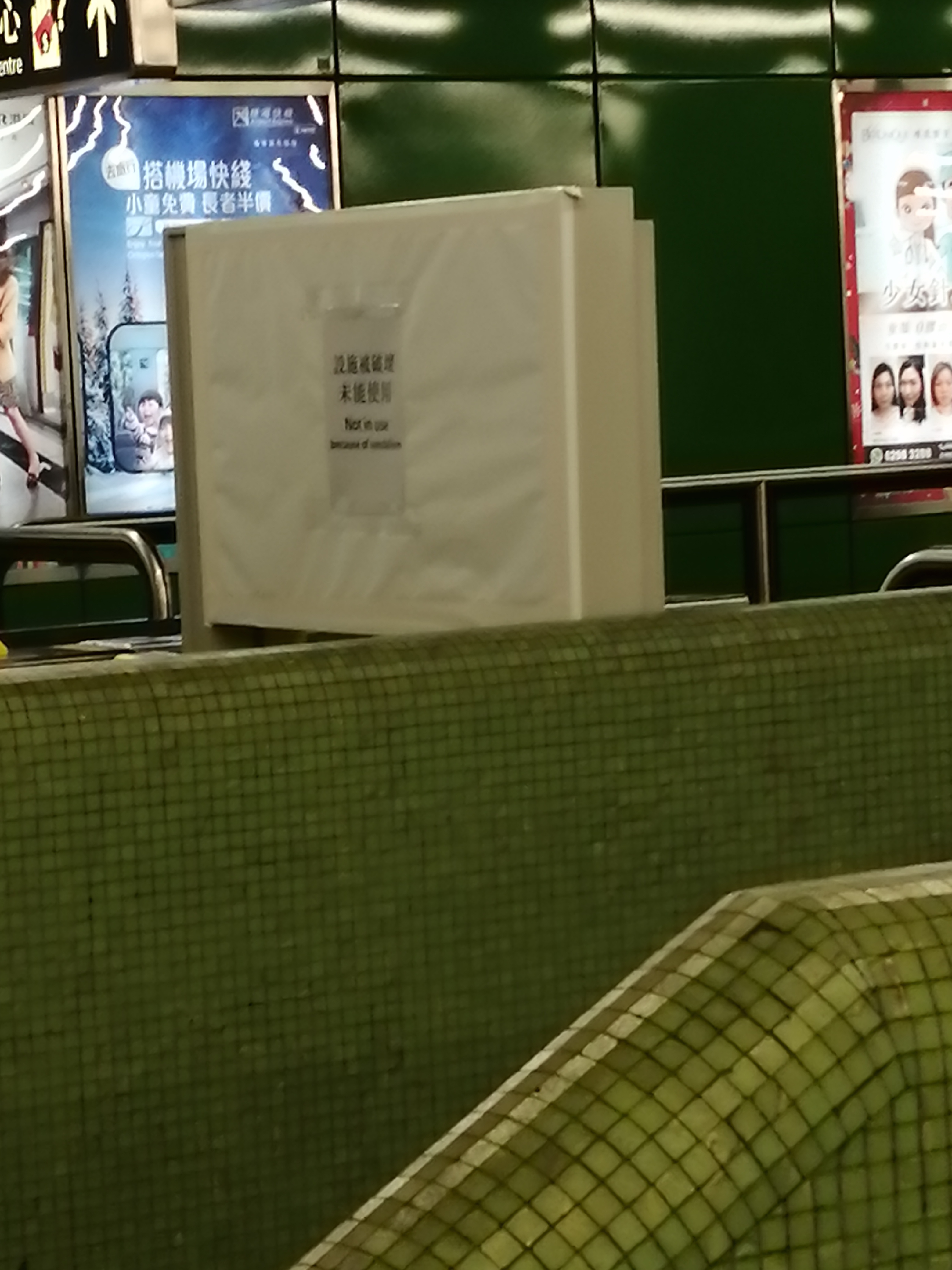
大窩口站遭到破壞的顯示屏

## 未來發展

### 增建出入口
2023年2月，港鐵向荃灣區議會提交文件表示，為方便乘客及居民往返車站、國瑞路、青山公路-葵涌段巴士站及鄰近社區，並分流現時使用B出口升降機的乘客，故計劃於國瑞路公園內加設一個新出入口，而該出入口預計於2024年第二季動工，2028年第一季竣工。

## 外部連結
- 港鐵公司－大窩口站街道圖（页面存档备份，存于）
- 港鐵公司－大窩口站位置圖（页面存档备份，存于）
- 港鐵公司－大窩口站列車服務時間（页面存档备份，存于）
- 香港鐵路大典上的相关条目：大窩口站